# 茨城県立水戸桜ノ牧高等学校
茨城県立水戸桜ノ牧高等学校（いばらきけんりつ みとさくらのまきこうとうがっこう）は、茨城県水戸市小吹町に所在する公立の高等学校。水戸市の隣町である城里町内に県内唯一の分校を持つ（茨城県立水戸桜ノ牧高等学校常北校、旧・茨城県立常北高等学校）が、以下の記述は特に記載のない限り、水戸桜ノ牧高等学校本校のみに関する記述である。

## 設置学科
- 全日制普通科(文型/理型)

## 概観
略称は正式には「水桜」（すいおう）、通称は「牧高」（まきこう）。特に国際理解教育に力を入れている。
全日制普通科、1学年あたり8学級（320名）。計24学級。
国道50号水戸バイパス沿いに位置し、バイパスを挟んで、水戸市民球場を含む水戸市総合運動公園がある。
水戸市郊外に位置し、付近一帯は江戸時代、水戸藩主の徳川斉昭によって作られた御料牧場であった。その牧場の名が『桜野牧』であったことから、学校名が「水戸桜ノ牧」に定められ、また、校章も当時の「桜野牧御印」を使用している。

## 沿革
- 1982年 - 創立
- 1989年 - 外国留学制度導入
- 1990年 - 米国マサチューセッツ州ケンブリッジ市マティグノン高校と姉妹校提携、交換留学生派遣・受入開始
- 1992年 - 創立10周年
- 1997年 - 文部省（当時）より「姉妹校交流推進校」指定（2年間）
- 2002年 - 創立20周年
- 2006年 - TOEIC Bridge導入
- 2007年 - 「水桜杯英語スピーチコンテスト」廃止、「水桜杯英語インタラクティブフォーラム」開始
- 2012年 - 創立30周年
- 2013年 - 県立常北高校が「水戸桜ノ牧高校常北校」として本校の分校となる
- 2022年 - 創立40周年

## 生徒
在学生は水戸市や周辺のひたちなか市、那珂市、笠間市、茨城町、大洗町等から通学してくる生徒が大半を占めているが、北は大子町、北茨城市、日立市、西は筑西市、桜川市、南は石岡市、鉾田市から通学してくる生徒もいる。

## 進路
ほぼ全員が大学進学を希望しており、茨城大学、筑波大学、茨城県立医療大学を始め、国公立大学に毎年のべ100名程度、私立大学に毎年のべ400名程度が合格をしている。
2017年度は国公立合格者数が130名を超えた。
2024年度に茨城大学の進学者は現役のみで54名。茨城大学への進学者数としては過去最多を記録した。

## 著名な出身者
- 鎌田雅人 - 音楽プロデューサー、ミュージシャン、作曲家
- 超飛行少年 - ロックバンド
- Jasmine  - ベリーダンサー
- 小林正寿 - 気象予報士
- 石津悠 - 女優
- 石川竜太郎 - 俳優

## 部活動
野球部は、2006年、2009年の夏に、高校野球茨城大会の決勝に進出するもいずれも常総学院に敗れている。また、陸上競技部、弓道部、
サッカー部、ソフトテニス部、水泳部、ハンドボール部等が県大会で上位に入賞や、関東大会出場など、数多くの実績を残している。

### 運動部
- 野球
- サッカー
- バレーボール（男女）
- テニス（男女）
- 剣道（男女）
- ハンドボール（男女）
- 陸上競技
- 駅伝
- バドミントン（男女）
- 弓道（男女）
- ソフトテニス（男女）
- バスケットボール（男女）
- 卓球（男女）
- 水泳

### 文化部
- 吹奏楽
- イラストコミック
- 美術
- 文芸
- 国際文化
- 茶道
- 写真
- 演劇
- 天文
- JRC
- 書道

## 国際教育
- 国際教育に力を入れており、ALTの常駐校である。実用英語技能検定(英検)の取得に学校として取り組んでおり、在学中に全員が2級合格を目指す。
- 学校行事の一つとして短期留学があり、毎年20名程度の生徒を英語圏の国に派遣している(オーストラリア等)。また、長期留学制度も整備されている。なお、長期留学生については一定の条件をみたすことで現地校で修得した単位がそのまま卒業単位として認められ、休学をすることなく卒業することができる。
- 水戸市の姉妹都市である米国カリフォルニア州アナハイム市から学生親善大使として短期来日する高校生を受け入れ、授業への参加や生徒の家庭へのホームステイに協力した歴史をもつ。米国以外にも、東南アジアからの短期留学生も受け入れ実績がある。
- 2008年度にスウェーデンから、2009年度にフィンランドからの長期留学生を1名ずつ受け入れている。

## アクセス
- 鉄道：JR常磐線、JR水郡線、JR水戸線、鹿島臨海鉄道大洗鹿島線
  - 最寄り鉄道駅など：
    - JR赤塚駅南口4番乗り場、JR水戸駅北口4番乗り場より共に茨城交通バス水戸医療センター行を利用。約20分で「桜ノ牧高校入口」停留所に着く。停留所より徒歩1分。